# Pedirka-Becken
Das Pedirka-Becken (engl.: Pedirka Basin) ist ein großes Sedimentbecken in Australien im Northern Territory, das 150.000 km² umfasst, davon liegen 27.000 km² in South Australia. 
Die bis zu 2 km mächtigen Gesteinsschichten entstanden aus permokarbonischen Ablagerungen von vor etwa 300 bis 260 Millionen Jahren, abschließend mit noch wenig erforschten, jüngeren Sedimentabfolgen aus der Trias. Es überlagert das ältere, weitgehend neoproterozoische Amadeus-Becken und den westlichen Bereich des Warburton-Beckens. Das Sedimentbecken wird im Hangenden teilweise vom mesozoischen Eromanga-Becken überlagert. Im Pedirka-Becken befinden sich Kalkstein, Sandstein, Tonstein, Schluffstein, Kohle und eiszeitliche Sedimentabfolgen.
Geologische Untersuchungen nach Lagerstätten von Erdöl, Erd- und Flözgas und Kohle finden in diesem Gebiet statt. Mehrere geologischen Untersuchungen in South Australia stellten auf 1250 Meter Tiefe ein Erdölvorkommen fest.